# Terremoto di Jiji del 1999

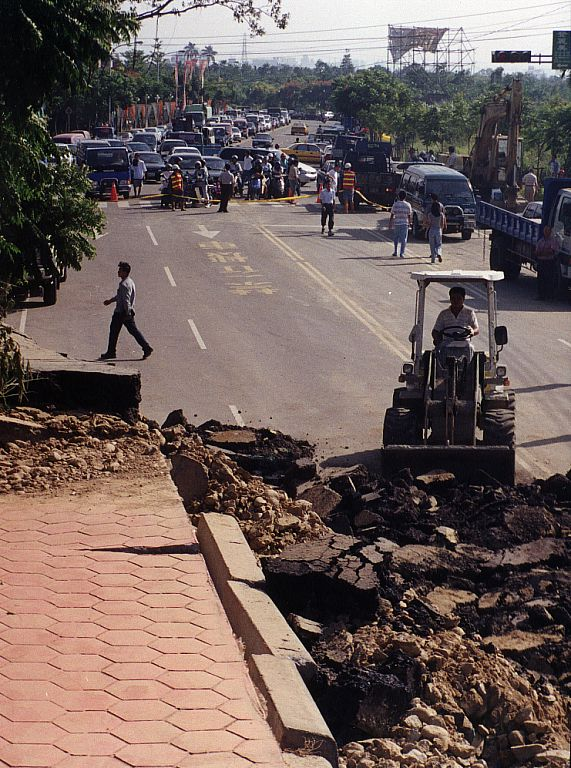
Scorcio di una strada devastata dal terremoto di Chichi

Il terremoto di Jiji (集集大地震T, jíjí dàdìzhènP), noto anche come il terremoto 921 (九二一大地震T, Jiǔ'èryī dàdìzhènP) si è verificato il 21 settembre 1999, nel centro di Taiwan all'ora locale 1:47 (20 settembre, ore 17:47 GMT) e ha registrato una magnitudo di 7,6° sulla scala Richter. Il suo ipocentro era a 23,87° di latitudine nord, 120,75° di longitudine est, nella cittadina di Jiji (Chichi nella romanizzazione Wade-Giles), nella contea di Nantou, circa 12,5 km ad ovest del lago Riyue, a 7,0 km di profondità.

## Estensione del danno
I danni causati dal terremoto (secondo i dati ufficiali dell'Agenzia Nazionale Vigili del fuoco, Ministero degli Interni R.O.C.) sono stati:
- 2.416 morti (tra cui anche le persone scomparse)
- 11.441 gravemente feriti
- 9,2 miliardi di dollari americani di danni
- 44.338 case completamente distrutte
- 41.336 case gravemente danneggiate.

Il terremoto continuò a scuotere Taiwan tutta la notte. Un aneddoto racconta che una casa intatta scivolò da una contea a un'altra, causando il cambio di indirizzo del proprietario.

## La faglia di Chelungpu
L'epicentro del terremoto è stato la cittadina di Jiji. Il terremoto 921 si è verificato lungo la linea di faglia di Chelungpu nella parte occidentale dell'isola di Taiwan. La faglia si estende lungo le pendici delle Montagne Centrali nelle contee di Nantou e di Taichung.
Alcune sezioni di terra vicino alla faglia sono state sollevate per 7 metri. Vicino Dongshih, vicino alla fine settentrionale della faglia, il terremoto ha creato una cascata di 7 metri di altezza. In tutta la parte centro-occidentale dell'isola, furono distrutti ponti, tagliando il traffico per settimane.
A Wufeng, un villaggio nel sud della contea di Taichung, il danno è stato particolarmente devastante: la Scuola superiore Guangfu del villaggio giaceva direttamente sulla linea di faglia e fu gravemente danneggiata dal sisma. Oggi la scuola è la sede del Museo del Terremoto 921, parte del Museo Nazionale di Scienze Naturali di Taiwan.